# La Pine
La Pine ist eine Stadt im Deschutes County des US-Bundesstaates Oregon. Das U.S. Census Bureau hat bei der Volkszählung 2020 eine Einwohnerzahl von 2.512 ermittelt. 
Der Ort liegt in Zentral-Oregon, im von Süd nach Nord verlaufenden Tal des Little Deschutes River auf der Ostflanke der Kaskadenkette, die sich hier in einzelne Bergmassive auflöst und zum Columbia Plateau übergeht. La Pine ist eine der jüngsten selbstständigen Städte der Vereinigten Staaten, sie wurde im November 2006 als Gebietskörperschaft eingetragen und Anfang 2007 zum Typ einer City hochgestuft, die Hauptsatzung Charter der Stadt trat nach Bestätigung durch die Bevölkerung am 1. Juli 2011 in Kraft.

## Geschichte
Die heutige Stadt war fast 100 Jahre lang ein gemeindefreies Gebiet, dünn besiedelt in Form von Streusiedlungen am Verkehrskorridor der sich aus dem Flusslauf und seiner Fortsetzung nach Süden entlang der Berge ergibt. Die Mehrzahl der Siedler lebten dabei abseits der Route auf für Forstwirtschaft und Viehzucht geeigneten Flächen.
Das Gebiet am Rand der Kaskadenkette war ursprünglich eine Übergangszone zwischen den Streifgebieten der Klamath und der Paiute-Indianer. Die ersten Weißen waren Pelzjäger und -händler der Hudson’s Bay Company, die vom Columbia River nach Süden in das Tal des Deschutes River vorstießen, um die Bibervorkommen zu bejagen. Im 19. Jahrhundert kamen einzelne Siedler vom Willamette Valley und dem Columbia River-Gebiet, um die natürlichen Ressourcen, insbesondere die Urwälder der Region zu nutzen. Von Westen wurde 1867 die Oregon Central Military Road von Eugene bis zur Snake River Plain durch die Kaskadenkette und die Basin and Range Province gebaut, woraufhin der Zustrom aus dem Willamette Tal zunahm. Die Siedler konnten nach dem Homestead Act 160 Acres (~65 Hektar) öffentliches Land in Besitz nehmen, wenn sie es innerhalb von 5 Jahren land- oder forstwirtschaftlich nutzten. 1870 kam Bynon Johns Pengra, der Leiter der Vermessungsbehörde von Oregon, in das Tal des Little Deschutes River und beanspruchte ein Siedlungsgrundstück am Rand des La Pine-Gebietes.
Die Vorkommen von Erzen und andere Bodenschätze waren gering, aber die Wälder boten eine gute Einnahmequelle, angesichts des enormen Holzverbrauches für die Siedlungen im Westen Oregons. Den Siedlern folgten Händler, Gastwirte und ab 1897 gab es auch ein Postamt, das auf dem Grund und Boden von Pengra errichtet wurde. 1900 wurde die Route am Fluss als Straße für Planwagen ausgebaut und das Gebiet auch von Norden erschlossen. Bis in das erste Jahrzehnt des 20. Jahrhunderts war das La Pine-Gebiet die größte Siedlung am Deschutes River, erst mit der systematischen Erschließung am Pilot Butte und der Gründung von Bend wurde das Zentrum rund 50 km nördlich etabliert.
Auch im La Pine-Gebiet war zunächst Rosland, auf der Ostseite des Tals führend. Das Postamt trug diesen Namen und schon im Jahr 1900 wurde ein unselbstständiger townsite namens Rosland registriert. Dies änderte sich 1910, als drei Unternehmer aus Portland ein Bewässerungsprojekt im westlichen Tal gründeten. Sie errichteten in ihrem La Pine genannten Gebiet das erste Hotel der Region und bauten kostenlos für das County eine eigene Schule. Damit zogen sie weitere Unternehmen auf ihre Seite des Tales; bis 1920 hatte La Pine einen Metzger, eine Molkerei und in La Pine erschien ebenfalls die erste Zeitung der Region, der La Pine Inter-Mountain. Schon 1912 schloss die kleine Schule von Rosland und schloss sich La Pine an. Ein französischstämmiges Mitglied der Investorengruppe gilt auch als Namensgeber für das Projekt und in der Folge den Ort. Das Bewässerungsprojekt, wie auch alle seine Nachfolger scheiterte, aufgrund der Höhenlage der Region eignet sie sich nur begrenzt für den Ackerbau.
1917 wurde der Highway in Nord-Süd-Richtung ausgebaut, was zunächst zu einem wirtschaftlichen Aufschwung führte. Insbesondere folgten der Erschließung der Region der Bau von mehreren Staudämmen westlich des Tales. Die Basis der Region blieb aber die Forstwirtschaft. Daneben entwickelte sich nach dem Zweiten Weltkrieg die Tourismusindustrie. Die Forstwirtschaft brach ab den 1990er Jahren massiv ein, worauf die Region lange keine neue Basis fand. Erst im 21. Jahrhundert gibt es Anstrengungen zur Entwicklung einer industriellen Struktur, die in den kommenden Jahrzehnten laut dem Comprehensive Plan von 2010 fortgesetzt werden sollen.
La Pine war die längste Zeit ein großflächiges gemeindefreies Gebiet und gegen Ende des 20. Jahrhunderts das bevölkerungsreichste Gebiet in Oregon ohne formalen Selbstverwaltungsstatus. Erste Versuche zu einer Stadtgründung scheiterten 1985 und 1994. Im Wahljahr 2000 hatte der unselbstständige census-designated place La Pine 5.799 Einwohner auf 76 km², damals wurde die Ausgründung einer allerdings größer geplanten Stadt mit Selbstverwaltung noch abgelehnt. Im November 2006 wurde einem neuen Vorschlag, der nur einen kleinen Teil des CDP umfasste, zugestimmt und La Pine wurde im November 2006 zu einer eigenständigen Gebietskörperschaft. Das Stadtgebiet beträgt heute 18 km² und hatte bei der Stadterhebung 1.585 Einwohner.

## La Pine heute
Die junge Stadt La Pine hat bescheidene Zentralfunktionen für das umliegende gemeindefreie Gebiet und den nördlich angrenzenden CDP Three Rivers. In den Jahren vor und nach der Gründung wurden große Anstrengungen unternommen, Industrie und Gewerbe anzusiedeln. Der regionale Energieversorger Midstate Electric Cooperative hat sein Hauptquartier nach La Pine verlegt und die erste Ausbaustufe des Gewerbegebietes ist bereits vollkommen ausgelastet. Ein weiteres Gewerbegebiet für Dienstleistungsbetriebe und ein Industriegebiet an der Bahnlinie stehen zur Verfügung.
Für den Ort und die Region spielt der Tourismus eine erhebliche wirtschaftliche Rolle. La Pine ist vollständig vom Deschutes National Forest umgeben und liegt am Zugang zum Newberry National Volcanic Monument, einem Vulkankrater mit Seen und herausragenden Angelmöglichkeiten. Wandern und die Jagd spielen eine weitere große Rolle. Der Fluss bietet Gelegenheiten zum Schwimmen und Kanufahren. Seit 2001 findet jährlich ein bedeutendes Rodeo-Event in La Pine statt. Westlich des Ortes liegen in den Bergen mehrere große Stauseen, die durch das Bureau of Reclamation für die Wasserkraftnutzung angelegt wurden. Auch sie tragen zum Freizeitwert der Region bei, die größeren eignen sich zum Windsurfen und Segeln.
Der Charakter als Streusiedlung bringt mit sich, dass für Infrastruktur erhebliche Mittel aufgewendet werden müssen. Straßen, Wasserleitungen und Kanäle müssen große Strecken pro angeschlossenen Einwohner abdecken. Dies war ein wesentlicher Grund für die Ablehnung der größer geplanten Stadtgründungen. Daher sollen im Planungshorizont bis 2029 drei Siedlungsgebiete verdichtet und als kleine Ortschaften mit weitgehender Selbstständigkeit entwickelt werden.
La Pine gehört zum Metropolitan Statistical Area der knapp 50 km nördlich gelegenen Stadt Bend, die Zentralfunktionen für La Pine und die ganze Region wahrnimmt. Der U.S. Highway 97 erschließt das Tal des Little Deschutes River und setzt sich nach dessen Mündung in den Deschutes River an diesem nach Bend fort. In Richtung Süden verbindet der Highway 97 La Pine mit Klamath Falls im Süden Oregons und weiter nach Kalifornien. Durch den Ort verläuft parallel zum US Highway eine Bahnlinie der BNSF Railway, die derzeit keinen Bahnhof im Gemeindegebiet oder dessen Umfeld hat.
Die Schulverwaltung in La Pine wurde bei der Stadtgründung nicht mit übernommen und bleibt in der Zuständigkeit des Deschutes County. Die Schulen in La Pine sind Teil des Bend-La Pine-Schulbezirks.
Wirtschaftlich liegt das La Pine-Gebiet als Region mit sehr ländlichem Charakter weit hinter anderen Teilen Oregons und auch Deschutes County zurück. Im Jahr 2000 hatte das damalige CDP ein Median-Haushaltseinkommen von $29.859 während Deschutes County auf (allerdings durch statistische Korrekturen verzerrte) $53.913 kam. Auch das formale Bildungsniveau der Region lag 2000 mit lediglich 8,4 % der Einwohner mit einem College-Abschluss weit unter dem Vergleichswert des County mit 28,9 %
Seit etwa dem Jahr 2000 hat die Region allerdings einen gewaltigen Aufschwung genommen, Deschutes County hat einen Bevölkerungszuwachs von rund 50 % in der Dekade bis 2010 erfahren, wodurch auch wesentlich wohlhabendere Einwohner mit höherer formaler Bildung in die Region gekommen sind. Sie siedelten aber überwiegend außerhalb der Stadtgrenzen, so dass die Veränderungen im County größer sind als in La Pine selbst. Im US Census 2020 lag das Median-Einkommen für La Pine bei $37.979 gegen $68,937 im County, mindestens einen College-Abschluss hatten 9,6 % der Einwohner der Stadt und 37,2 % in Deschutes County.

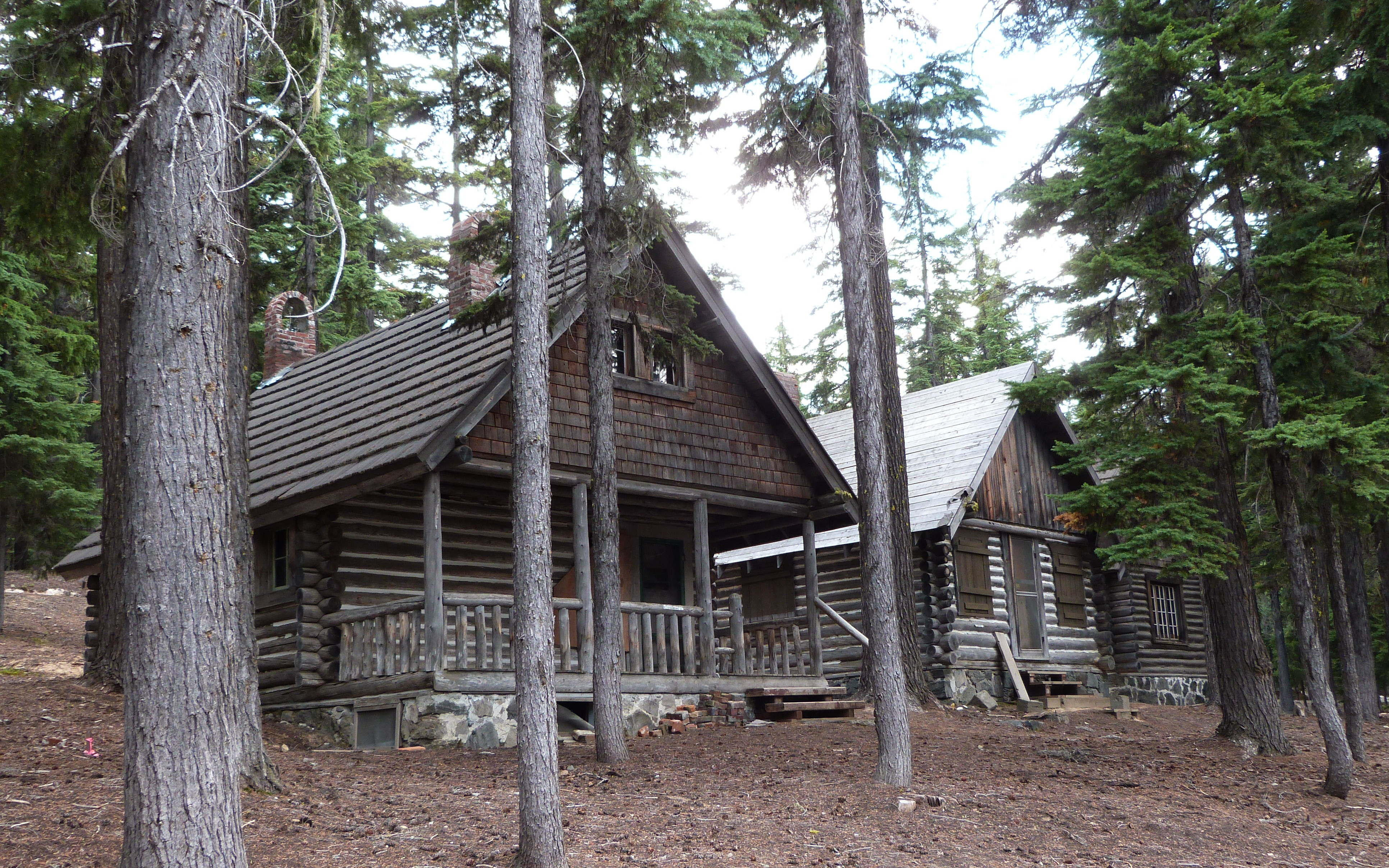
I.O.O.F. Organization Camp

Der National Park Service führt für La Pine zwei Stätten im National Register of Historic Places an (Stand 6. Januar 2019), die Ed and Genevieve Deedon Homestead und das I.O.O.F. Organization Camp.